# Aachener Weihnachtsmarkt

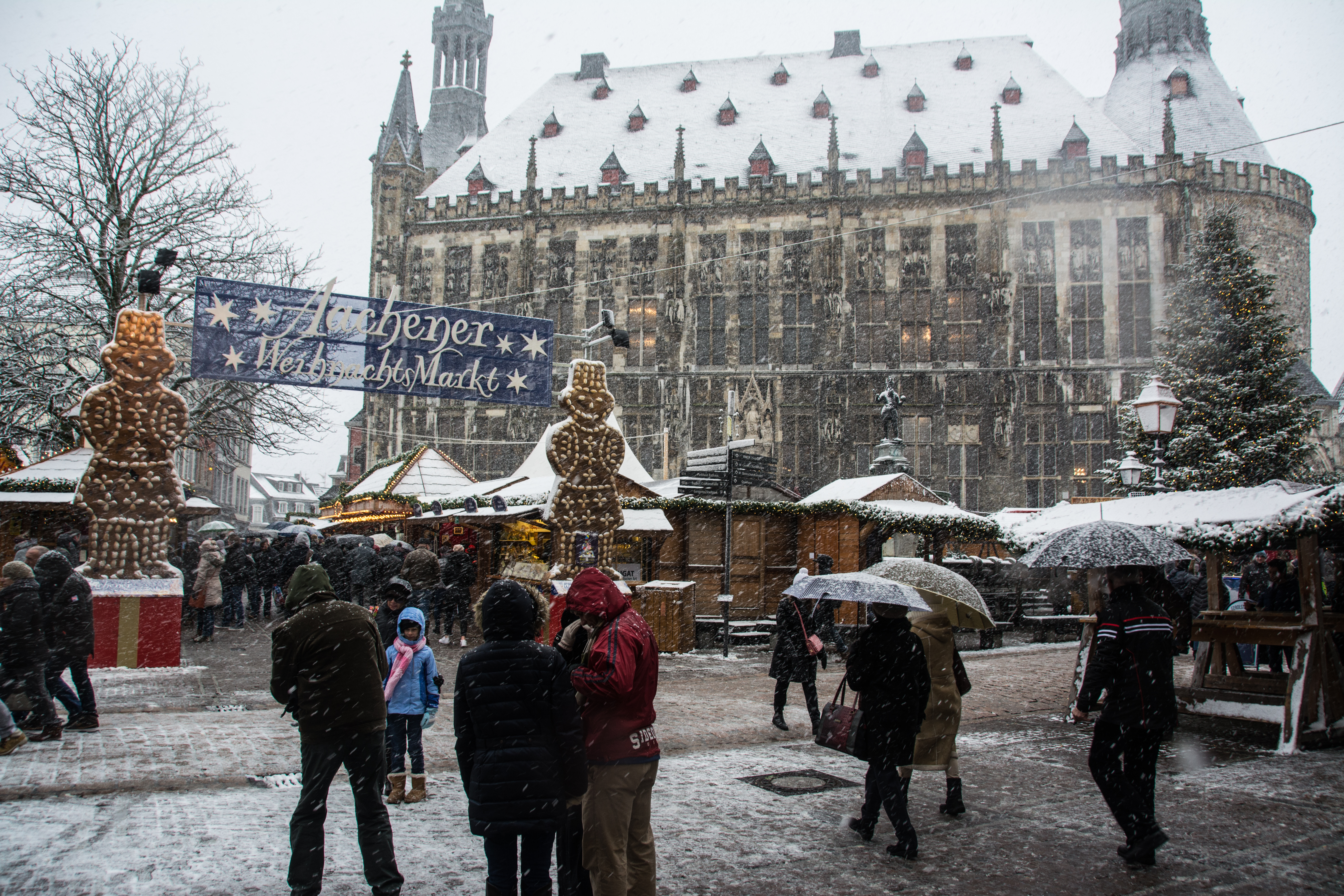
Eingang auf dem Marktplatz

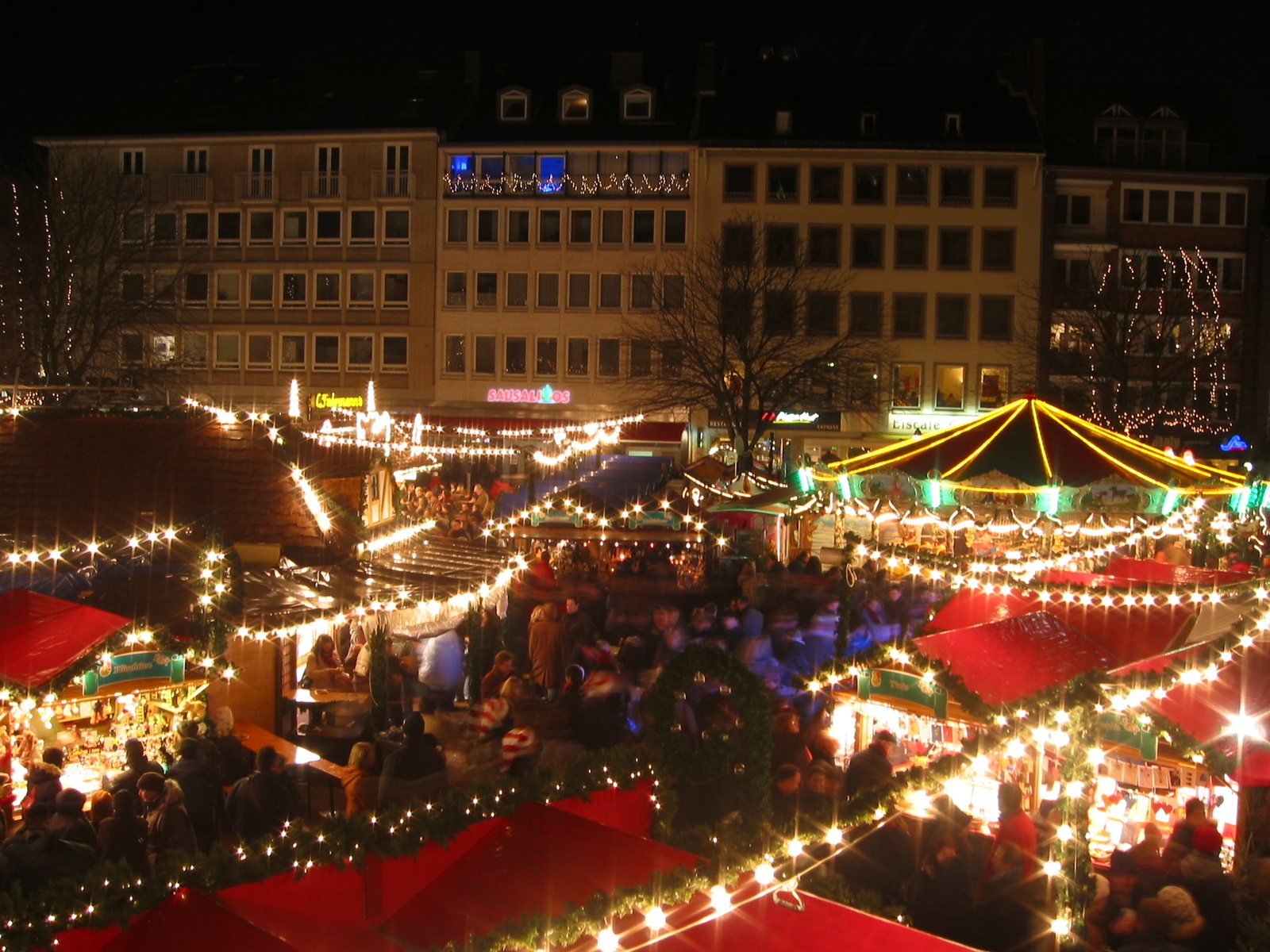
Weihnachtsmarkt vom Aachener Rathaus gesehen

Der Aachener Weihnachtsmarkt, der jährlich in der Adventszeit von Ende November bis zum 23. Dezember stattfindet, entstand in den 1970er Jahren. Der Printenmarkt, wie er früher hieß, war nur um den Elisenbrunnen angesiedelt, wohingegen heute der Weihnachtsmarkt auf dem Aachener Markt und dem Katschhof stattfindet, da der Platz sonst nicht mehr ausreichen würde.
Mit einer jährlichen Besucherzahl von mehr als 1,5 Millionen Besuchern aus weiten Teilen Europas (Stand: 2013) zählt der Aachener Weihnachtsmarkt zu den größeren in Deutschland, obwohl er im Jahr 2008 nur von 117 Ausstellern und Gastronomen beschickt wurde.
Als großes Ereignis findet er jedes Jahr in der Aachener Altstadt rund um den Aachener Dom und das Rathaus statt, wo die Kulisse für eine besondere Atmosphäre sorgt.
Kulinarische Besonderheiten sind vor allem die Aachener Printen, Lebkuchen, Dominosteine, Spekulatius und Marzipanbrote.